# September 2002
Portal Geschichte | Portal Biografien | Aktuelle Ereignisse | Jahreskalender | Tagesartikel

◄ |
20. Jahrhundert |
21. Jahrhundert

◄ |
1970er |
1980er |
1990er |
2000er
| 2010er | 2020er | 2030er | ►

◄ |
1998 |
1999 |
2000 |
2001 |
2002
| 2003 | 2004 | 2005 | 2006 | ►

◄ |
Juni 2002 |
Juli 2002 |
August 2002 |
September 2002 |
Oktober 2002 |
November 2002 |
Dezember 2002 |
►
Dieser Artikel behandelt tagesbezogene Nachrichten und Ereignisse im September 2002.

## Tagesgeschehen

### Mittwoch, 4. September 2002
- Okinawa/Japan: Das Auge des Taifun Sinlaku passiert die Okinawa-Inseln.[1]

### Donnerstag, 5. September 2002
- Wittstock/Dosse/Deutschland: Das Museumsgebäude der Gedenkstätte Todesmarsch im Belower Wald brennt nach einem rechtsradikalen Anschlag teilweise aus.[2]
- Washington, D.C./Vereinigte Staaten: Mit dem tödlichen Schusswaffenattentat auf Paul LaRuffa beginnt die Beltway Sniper Attacks-Mordserie.

### Samstag, 7. September 2002
- Knittelfeld/Österreich: Bei der Knittelfelder Versammlung, einem außerordentlichen Parteitag der Freiheitlichen Partei Österreichs (FPÖ), zerreißt ein Freund des ehemaligen Parteiobmanns Jörg Haider auf der Bühne den ausgedruckten Kompromissvorschlag zur politischen Ausrichtung der FPÖ zwischen Haider und der aktuellen Parteivorsitzenden Susanne Riess-Passer. Wegen des innerparteilichen Richtungsstreits droht ein Auseinanderbrechen der ÖVP-FPÖ-Regierungskoalition auf Bundesebene.[3]
- New York/Vereinigte Staaten: Die Amerikanerin Serena Williams gewinnt durch einen Sieg über ihre Schwester Venus Williams den Wettbewerb im Dameneinzel der 122. Auflage des Tennisturniers US Open.[4]
- Venedig/Italien: Bei den 59. Internationalen Filmfestspielen von Venedig wird der Film Die unbarmherzigen Schwestern des britischen Regisseurs Peter Mullan mit dem Leone d’Oro prämiert.[5]

### Sonntag, 8. September 2002
- New York/Vereinigte Staaten: Der Amerikaner Pete Sampras gewinnt das Finale im Herreneinzel der US Open gegen seinen Landsmann Andre Agassi in vier Sätzen. Es ist Sampras' fünfter Titel bei diesem Tennisturnier.[6][7]

### Montag, 9. September 2002
- Torgau/Deutschland: Im Rahmen der Ermittlungen im Doppelmordfall von Torgau aus dem September 1994 beginnt die größte DNA-Reihenuntersuchung der ostdeutschen Kriminalgeschichte. Der Täter konnte unter den 15.000 getesteten Männern später identifiziert werden.[8][9]
- Rom/Italien: Safiya Hussaini wird zur Ehrenbürgerin von Rom ernannt.[10]
- Bergheim/Deutschland: Der Block K des Kraftwerk Niederaußem wird in Betrieb genommen.[11]
- Bad Münder/Deutschland: Beim Eisenbahnunfall von Bad Münder werden 41.600 Liter der Chemikalie Epichlorhydrin freigesetzt.

### Dienstag, 10. September 2002
- New York/Vereinigte Staaten: Die Generalversammlung der Vereinten Nationen beschließt die Aufnahme der Schweiz in die Organisation. Vor sieben Monaten sprachen sich die Schweizer Stimmberechtigten in einer Volksabstimmung über die Mitgliedschaft für den Beitritt aus.[12][13]
- Gaya/Indien: Beim Eisenbahnunfall von Rafiganj sterben mehr als 130 Personen.
- Halle/Deutschland: Der 44. Deutsche Historikertag wird von Bundespräsident Johannes Rau eröffnet.[14]
- Sofia/Bulgarien: Bulgarien beginnt mit der Vernichtung seiner SS-23, R-17 und FROG-Raketen, um die Voraussetzungen zur Einladung in die NATO zu erfüllen.[15]
- St Lucia/Südafrika: Vor der Küste des iSimangaliso-Wetland-Park haveriert der italienische Frachter Jolly Rubino.[16]

### Mittwoch, 11. September 2002
- Karatschi/Pakistan: Der international gesuchte Terrorist Ramzi Binalshibh der Hamburger Terrorzelle kann nach einem Schusswechsel festgenommen werden.[17]

### Donnerstag, 12. September 2002
- New York/Vereinigte Staaten: US-Präsident George W. Bush informiert die Generalversammlung der Vereinten Nationen, dass die Vereinigten Staaten den Irak im Alleingang militärisch angreifen werden, sollte sich die internationale Politik nicht den Positionen seines Landes anschließen.[18]
- Düsseldorf/Deutschland: Mit der Sprengung der Tribünen beginnt der Abriss des Rheinstadions.[19]

### Freitag, 13. September 2002
- Dortmund/Deutschland: Das Konzerthaus Dortmund wird eröffnet.

### Sonntag, 15. September 2002
- Skopje/Mazedonien: Das Oppositionsbündnis „Gemeinsam für Mazedonien“ gewinnt bei der Parlamentswahl 60 von 120 Sitzen, deren Großteil auf die Sozialdemokratische Liga Mazedoniens entfällt.[20]
- Stockholm/Schweden: Bei der Wahl zum Reichstag erzielt die regierende Sozialdemokratische Arbeiterpartei (SAP) mit fast 40 % der Wählerstimmen das beste Ergebnis aller Parteien. Dahinter folgt die Moderate Sammlungspartei mit 15,3 %. Die Fortsetzung der SAP-Minderheitsregierung, bislang unterstützt von zwei kleineren Parteien der Politischen Linken, erscheint möglich.[21]
- Farragut/Vereinigte Staaten: Nach der Entgleisung von Farragut im Bundesstaat Tennessee kommt es durch den Austritt von rauchender Schwefelsäure aus einem der entgleisten Güterwagen zu einer größeren Umweltbelastung.[22]

### Montag, 16. September 2002
- München/Deutschland: Die Pinakothek der Moderne wird eröffnet.
- Bordeaux/Frankreich: Mit der Festnahme der ETA-Führer Juan Antonio Olarra Guridi und Ainhoa Múgica Goñi gelingt der französischen Polizei ein bedeutender Schlag gegen die baskische Terrororganisation ETA. Die beiden Festgenommenen Personen stehen in unmittelbarer Nähe zum Bombenanschlag von Puente de Vallecas in 1995.[23]
- Jammu und Kashmir/Indien: Beginn der Regionalwahl in Jammu und Kashmir. Weitere Wahlgänge fanden am 24. September, am 1. und am 8. Oktober 2002 statt.[24]

### Mittwoch, 18. September 2002
- Pattaya/Thailand: Bei den Verhandlungen über die Beendigung des Bürgerkriegs in Sri Lanka auf einer thailändischen Marinebasis gibt die paramilitärische Organisation Befreiungstiger von Tamil Eelam erstmals offiziell bekannt, dass sie nicht länger für die Unabhängigkeit eines tamilischen Staats namens Tamil Eelam kämpfen wird.[25]
- Tübingen/Deutschland: Die Bundesministerin der Justiz Herta Däubler-Gmelin (SPD) vergleicht nach Angaben der Zeitung Schwäbisches Tagblatt die Methoden des Präsidenten der Vereinigten Staaten George W. Bush mit denen des Begründers des Nationalsozialismus Adolf Hitler, indem sie analysiert, dass Bush mit seiner Kriegspolitik so wie einst Hitler von innenpolitischen Problemen ablenke. Nach ihrer Ansicht gehöre Bush „ins Gefängnis“.[26][27]
- Wybelsum/Deutschland: Der zum Zeitpunkt der Inbetriebnahme größte europäische Windpark im Wybelsumer Polder wird durch den niedersächsischen Ministerpräsidenten Sigmar Gabriel offiziell in Betrieb genommen.[28]

### Freitag, 20. September 2002
- Gisel/Russland: Das Dorf Gisel (Nordossetien) in der Karmadon-Schlucht wird von einer Schnee/Schlammlawine getroffen. 150 Menschen kommen bei dem Unglück ums Leben.[29]

### Samstag, 21. September 2002
- Bratislava/Slowakei: Die konservativen Parteien gehen als knappe Sieger aus der Parlamentswahl hervor, somit wird Ministerpräsident Mikuláš Dzurinda von der Slowakischen Demokratischen und Christlichen Union – Demokratischen Partei als Regierungschef bestätigt.[30]

### Sonntag, 22. September 2002

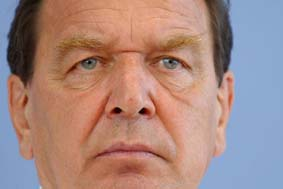
Gerhard Schröder

- Berlin/Deutschland: Die Stimmberechtigten gewähren bei der Bundestagswahl 2002 der rot-grünen Regierungskoalition unter Kanzler Gerhard Schröder (SPD) eine Fortsetzung ihrer Arbeit. Die SPD liegt so knapp vor der CDU/CSU, dass sich deren Kanzlerkandidat Edmund Stoiber (CSU) vor laufenden Fernsehkameras bis in die Nacht als Sieger der Wahl fühlt.[31]
- Los Angeles/Vereinigte Staaten: Bei der 54. Verleihung des Fernsehpreises Emmy wird u. a. Jennifer Aniston ausgezeichnet. Sie spielt seit acht Jahren in der Sitcom Friends.[32]
- Schwerin/Deutschland: Bei der Landtagswahl in Mecklenburg-Vorpommern wird das Drei-Parteien-Parlament von 1998 bestätigt, die SPD wird mit deutlichen Zugewinnen und über 40 % Stimmenanteil wieder stärkste Kraft, die leicht hinzugewinnende CDU bleibt in der Opposition und die PDS trotz Verlusten nach Aussagen des Ministerpräsidenten Harald Ringstorff (SPD) am Abend der Wahl weiterhin in der Regierungsverantwortung.[33]
- Dachau/Deutschland: Wiederholung der Dachauer Kreistags- und Stadtratswahl aufgrund der Annullierung durch das Landratsamt und der Regierung von Oberbayern. Die erste Wahl am 3. März 2002 wurde aufgrund des Wahlfälschungsskandals von Dachau für ungültig erklärt.
- Telchac Puerto/Mexiko: Der Hurrikan Isidore trifft an der Yucatán-Halbinsel auf Land. Insgesamt fordert der Tropensturm 22 Menschenleben.[34]

### Montag, 23. September 2002
- Frankfurt am Main/Deutschland: Der Aktienindex DAX sinkt erstmals seit 1997 wieder unter die Marke von 3.000 Punkten. Seit dem bisherigen Bestwert im Tagesverlauf des 7. März 2000 mit 8.136 Punkten büßte der Index mehr als 60 % ein.[35]
- Berlin/Deutschland: Jürgen Möllemann tritt aufgrund der Möllemann-Affäre als stellvertretender Bundesvorsitzender der FDP zurück.[36]

### Dienstag, 24. September 2002
- Gandhinagar/Indien: Zwei Männer stürmen mit Maschinengewehren und Handgranaten einen Hindu-Tempel und töten 33 Personen, mindestens 80 weitere Personen werden verletzt. Die Nationalgarde umstellt die Anlage, kann die Männer aber vor Ablauf des Tages nicht zur Aufgabe zwingen.[37]
- Sulzbach-Rosenberg/Deutschland: Mit dem letzten Abstich wird die Stahlerzeugung in der Maxhütte (MH) eingestellt.

### Donnerstag, 26. September 2002
- Bassori/Gambia: Die Fähre Le Joola kentert in einem Sturm vor der Küste Gambias, 20 Stunden später versinkt das kieloben treibende Schiff. Bei dem Unglück sterben 1.863 Menschen, 64 Personen können gerettet werden.

### Freitag, 27. September 2002

Flagge von
Timor-Leste

- New York/Vereinigte Staaten: Als 191. Mitglied nehmen die Vereinten Nationen die jahrelang indonesisch besetzte Osthälfte der Insel Timor unter der Bezeichnung Demokratische Republik Timor-Leste auf. Damit ist die internationale Anerkennung Osttimors als Staat weitgehend vollzogen.[38]

### Sonntag, 29. September 2002
- Hamm/Deutschland: Der tiefer geteufte und erweiterte Schacht Lerche des Bergwerk Ost wird in Betrieb genommen.
- Serbien: Präsidentschaftswahl in Serbien.

## Weblinks

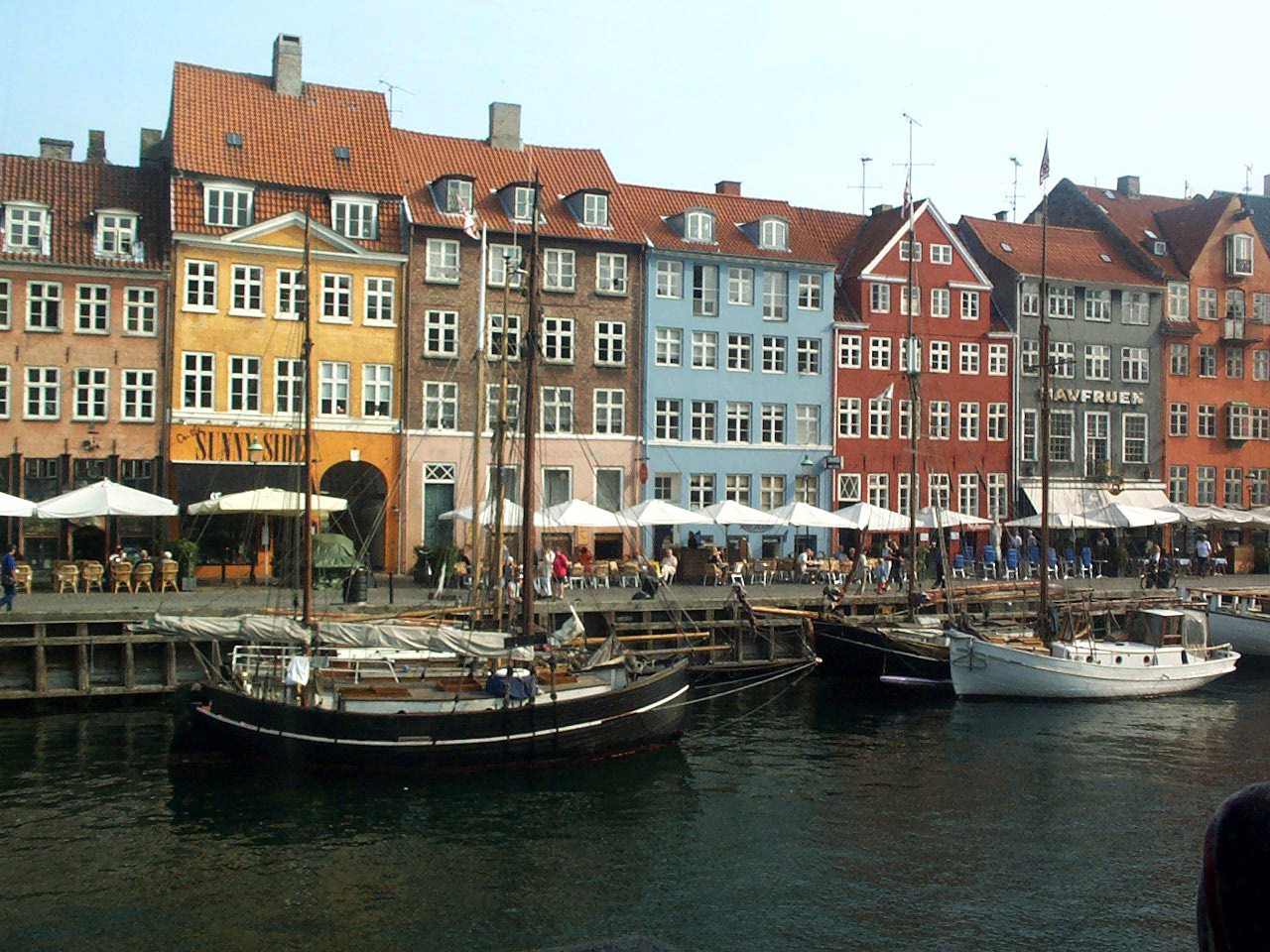
Dänemark im September 2002